# Načeradec král kibiců
Načeradec král kibiců je česká filmová komedie, natočená v roce 1932 režisérem Gustavem Machatým na motivy předlohy Karla Poláčka. Jedná se o volné pokračování filmu Muži v offsidu (1931).

## Tvůrci
- Námět: Karel Poláček
- Scénář: Karel Poláček, Gustav Machatý
- Kamera: Václav Vích
- Režie: Gustav Machatý
- Hudba: Josef Kumok
- Další údaje: černobílý, 95 minut, komedie
- Výroba: A-B
- Premiéra:12. 2. 1932

## Postavy
| Hugo Haas          | Richard Načeradec, obchodník |
| Jožka Vanerová     | Jeho žena Hedvika            |
| Hana Vítová        | jejich dcera Edith           |
| Jaroslav Vojta     | Jaroslav Dundr, obchodník    |
| Roman Roda-Růžička | jeho syn, dr. Dundr, advokát |
| Emanuel Hříbal     | Kamil Tachecí, detektiv      |
| Marie Grossová     | jeho žena                    |
| Jan Sviták         | Fred Oliver Findajs          |
| Theodor Pištěk     | MUDr. Hugo Bondy             |
| Betty Kysilková    | Krystýna, služka             |
| Stanislav Neumann  | učedník                      |
| František Hlavatý  | páter Boháč                  |
| Karel Dostal       | soudce                       |
| Přemysl Pražský    | žebrák                       |
| Josef Zora         | kulový král                  |

## Děj
Pan Richard Načeradec a pan Jaroslav Dundr jsou obchodníci. Mají své obchody v jedné ulici proti sobě. Jako obchodníci spolu soupeří, když jeden vyhlásí slevy, druhý jej musí výší slevy trumfnout.
Také si občas dělají naschvály, když si navzájem posílají žebráky, kteří přicházejí pro almužnu do jejich obchodu.
Jejich děti, Edith – dcera pana Načeradce a paní Hedviky, a dr. Dundr, syn Dundrových, spolu chodí.
Volný čas tráví pan Načeradec a pan Dundr v místní kavárně, kde hrají karty nebo šachy. Mezi místní karbaníky patří také pan Findajs – obchodní zástupce, pan Bondy – lékař, pan Tachecí – majitel detektivní kanceláře  a pan Boháč – páter.
Děj filmu začíná v kavárně, kde pan Načeradec s panem Dundrem sedí u šachové partie. Šachisté vyženou neznámého kibice. Pak si přijde dcera pana Načeradce pro peníze na večerní biograf, následována krátce poté i mladým Dundrem, který přijde za svým otcem se stejným úmyslem.
Na čokoládu a pročíst módní časopisy chodí do kavárny i paní Tachecí se svým psem. Jejím manželem je pan Kamil Tachecí, majitel detektivní kanceláře.
Pan Findajs, hrající karty, pošle číšníka pro pana Načeradce, aby jej na chvíli v kartách zastoupil. Sám pak odejde nenápadně s paní Tachecí do kanceláře jejího manžela, kde se tajně scházejí. Když se vrátí, pan Načeradec  hlásí, že ve druhé partii dluží panu páterovi již 80 Kč. První partii vyhrál, ale to prý hrál na sebe.
Pan Načeradec se pak vrátil k šachovému stolku a chtěl pokračovat v rozehrané partii. Zdálo se mu však, že jedna figurka – kůň, v mezičase zmizela z rozehrané hry. To vyvolalo velkou hádku mezi panem Dundrem a panem Načeradcem.  Načeradec jej nazval lumpem a fousatým nemluvnětem.
Načeradec doma pak zakázal dceři Editě chodit s mladým Dundrem, když je jeho otec lump.
Když se pak další den vydá pan Načeradec do kavárny, začne hned radit muži, hrajícímu forbes na automatu u vchodu, jak se má hrát. Vezme si od něj drobné, aby mu ukázal, jak to má dělat, ale všechny mu je prohraje. Pan Načeradec pokračuje k biliáru a začne radit hráčům. Půjčí si od nich tágo, aby ukázal, jak mají hrát, ale tágem roztrhne sukno na stole.
Pana Načeradce pak povolá jeden z karbaníků, aby mu radil. Zde se Načeradec opět pohádá s panem Dundrem, který jej posílá kibicovat do Palestiny, zatímco on jej nazývá lumpem. Vyhrožují si nakonec i soudem. 
Když se vrátí pan Načeradec domů, vše schytá opět jeho manželka Hedvika, kterou obviní ze svých neúspěchů.
Edith Načeradská sdělí svému příteli dr. Dundrovi, že podala na jeho otce žalobu. Ten opětuje, že jeho otec také podal na pana Načeradského žalobu.
Paní Tachecí je se svým milencem Findajsem zrovna u něj v kanceláři, když zazvoní pan Tachecí. Milenci se leknou, ale pan Tachecí přichází reklamovat včerejší karetní hru, neboť si myslí, že měl vyhrát on. Přestože na zemi šlápne omylem na pískací hračku, kterou má pes jeho manželky, ani jej nenapadne, že by se ona mohla v kanceláři scházet s Findajsem. 
Načeradec dostane od listonoše obsílku s „předvoláním obžalovaného“ pro přestupek dle par. 496 trestního zákona, na základě žaloby pana Dundra. U soudu  zastupují oba pány pak jejich děti. Jsou předvoláni svědci a koná se i rekonstrukce karetního sezení, kde došlo k urážkám.
Doma se panu Načeradci udělalo špatně, museli povolat doktora, pana Bondyho.  Ten mu předepíše léky, pan Načeradec doktorovi zase poradí jak na kašel. V noci se Načeradci zdá, že jej přišli navštívit čtyři karetní postavy – žaludový, zelený, kulový a červený král. Vezmou jej do kartetního nebe. Zpívají mu a nazývají jej „králem kibiců“, Hrají spolu karty, ale Načeradec prohrává. Když nemá peníze, hrají o jeho manželku a pak o jeho život. To se již však probudí.  Další den opět přichází dr. Bondy, paní Hedvika hlásí, že jí manžel opět nadává, což doktor považuje za dobrou zprávu a pozitivní zvrat v chorobě.
Karbaníci v hospodě si stěžují na přílišný klid, schází jim pan Načeradec. Rozhodnou se jej navštívit. Nakonec se za ním vydá jen páter a pan Tachecí. Načeradec si postěžuje, jak je těžce nemocný, má téměř všechny existující nemoci.
Pan Dundr  nakonec také zajde za panem Načeradce a donese mu kytku v květináči. Ten je překvapený a usmíří se. Načeradec řekne, že lumpem je sám a Dundr bere všechnu vinu zase na sebe.
Výklady svých obchodů si pak vyzdobí nápisy: „Načeradec je závod solidní, Dundr ještě solidnější“ a „Co nenajdete u mne, najdete naproti u fy Načeradec“.
Jejich mladí se konečně vezmou. Při svatební hostině vyzve Načeradec všechny, ať jsou za ním. Běží do kanceláře pana Findajse a přistihnou jej zde s paní Tachecí. Findajs požádá pana Tachecího o ruku jeho choti a ten radostně souhlasí.
Pan Načeradec pronese oslavnou řeč, všem blahopřeje a všichni mu také děkují, jako „králi kibiců“, společně si pak všichni zatančí. 